# Pottwale
Die Pottwale (Physeteridae) sind eine Familie der Zahnwale. Sie umfasst neben dem heute lebenden Pottwal verschiedene ausgestorbene Gattungen und Arten.

## Merkmale
Gemeinsam ist den Pottwalen der übermäßig große Vorderkopf mit dem Spermaceti-Organ. Zähne sind nur am Unterkiefer vorhanden, die unpaare Nasenöffnung befindet sich auf der linken Schädelseite – bei den Zwergpottwalen am Scheitel und beim eigentlichen Pottwal am Vorderkopf.

## Systematik
Traditionell werden die Pottwale zu den Zahnwalen eingeordnet. Die Familie der Pottwale wird mit einigen ausgestorbenen Walen aus der Stammlinie der Pottwale (z. B. Livyatan melvillei) in eine Überfamilie Physeteroidea gestellt.
Die einzige rezente Art der Familie ist der Pottwal (Physeter macrocephalus). Außerdem gibt es eine Reihe von ausgestorbenen, nur durch Fossilien bekannte Gattungen und Arten.
Aufgrund großer Unterschiede in den Ausmaßen, dem Körperbau und der Lebensweise werden die Zwergpottwale (Kogia) mit den zwei Arten Kleiner Pottwal (K. simus) und Zwergpottwal (K. breviceps) heute in eine eigene Familie Kogiidae eingeordnet.